# 골리앗개구리
골리앗개구리는 세상에서 제일 큰 개구리이다. 가장 큰 몸길이의 기록이 32cm이고 다리를 쭉 펴면 70cm가 넘는다고 하며, 이 뒷다리로 최대 3m를 뛴다. 울음주머니가 없어 울지 못한다. 지도에서 보다시피 서아프리카의 매우 협소한 지역에만 살고 있으며,서식지 파괴와 애완동물로 거래되기 때문에 국제적 멸종위기종에 처해 있다. 사육상태에서는 거의 번식시키기가 불가능하다. 서아프리카에서는 식용한다. 올챙이는 물살이 빠른 급류에 살며 초식성이다.

## 참고 자료
- 골리앗개구리